# Ваза Франсуа

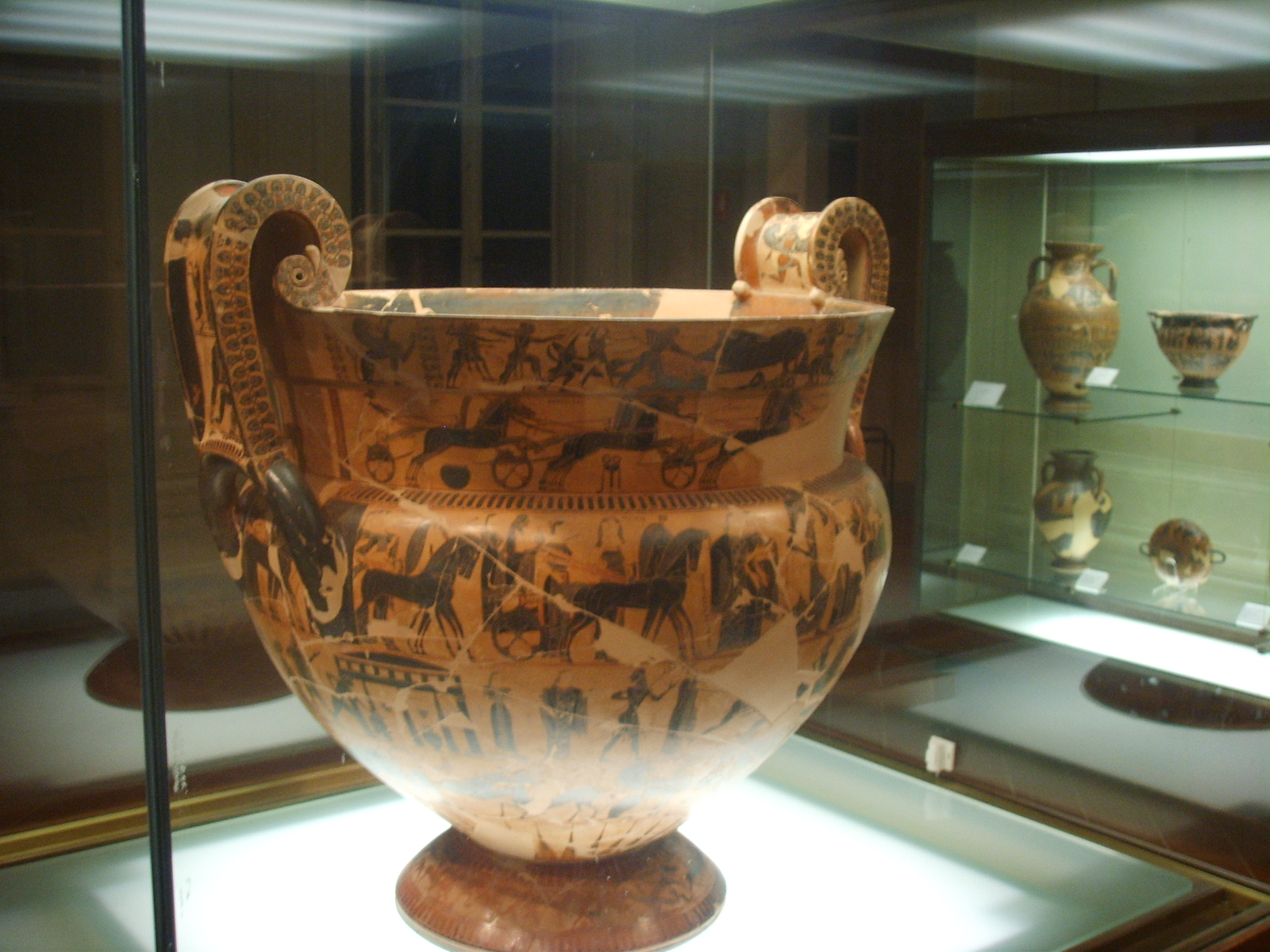
Ваза Франсуа

Так называемая «Ваза Франсуа», иначе называемая «Кратер Клития», — древнегреческий кратер, расписанный в стиле аттической чернофигурной вазописи. Датируется 570 г. до н. э. Осколки кратера были обнаружены в 1844 году итальянским инженером, художником и археологом-любителем Алессандро Франсуа близ Ротелло в раскопках этрусской гробницы недалеко от Кьюси (этрусский город Клузий). Вазу отреставрировали, и в настоящее время она хранится в Археологическом национальном музее во Флоренции. В 1900 году кратер был снова разбит неуравновешенным человеком, и в течение двух лет его восстанавливали, но следы утрат заметны даже на фотографиях.
Надпись на вазе: «Эрготим сделал меня, Клитий расписал» свидетельствует о том, что она изготовлена в мастерской гончара Эрготима и расписана вазописцем Клитием. Основной сюжет росписи составляет свадьба Пелея и Фетиды. По композиции и уровню художественных образов ваза Франсуа относится к наиболее замечательным произведениям аттической керамики периода высокой архаики. Ваза выделяется и своими размерами: высота вазы — 66 см.
Роспись вазы имеет 12 фризовых композиций (по 6 с каждой стороны), раскрывающих историю Ахилла и его отца Пелея: охота на калидонского вепря, состязания на колесницах над могилой Патрокла, свадьба Пелея и Фетиды, битва пигмеев с журавлями (гераномахия) и другие сюжеты. Всего 120 персонажей. Изображения сопровождаются надписями — именами героев и названиями предметов. Многое свидетельствует о том, что ваза задумана и выполнена как "своеобразная картина мироздания... Это весь существующий мир, суженный до понятия человеческого... Возможно, что владелец, богатый этруск, купивший вазу, приобрёл её для потусторонней надежды... Во всяком случае, было бы неверно рассматривать содержание росписи как простую иллюстрацию отдельных мифов".